# HP-25

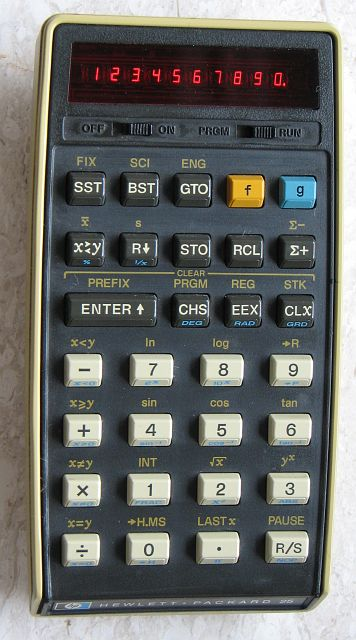
HP-25.

La HP-25 est une calculatrice électronique programmable de Hewlett-Packard, utilisant la notation polonaise inversée, fabriquée entre 1975 et 1978.
La majorité des touches ont deux fonctions alternatives, utilisables par les touches préfixe « f » et « g ».
Les programmes, entrés manuellement via le clavier, étaient effacés lors de la mise hors tension. Une variante appelée HP-25C a été produite à partir de 1976, utilisant la technologie CMOS à mémoire permanente.

## Caractéristiques
- Dimensions : 13 × 6,2 × 3 cm
- Mémoires : 4 registres + "Last x", 8 registres adressables, 49 pas de programme
- Afficheur : 10 chiffres significatifs, notation "eng" ou "sci" de 10-99 à 10+99.